# Stąporków (gmina)
Stąporków – gmina miejsko-wiejska w województwie świętokrzyskim, w powiecie koneckim. W latach 1975–1998 gmina położona była w województwie kieleckim.
Siedziba gminy to Stąporków.
Na terenie miasta i gminy Stąporków znajduje się podstrefa Specjalnej Strefy Ekonomicznej Starachowice, obejmująca obszar 34,1 ha i zagospodarowana w ponad 70%.
1 stycznia 2012 r. gminę zamieszkiwało 18 066 osób.

## Struktura powierzchni
Według danych z roku 2002 gmina Stąporków ma obszar 231,41 km², w tym:
- użytki rolne: 31%
- użytki leśne: 62%

Gmina stanowi 20,3% powierzchni powiatu.

## Historia
Gmina Stąporków powstała 1 stycznia 1973 w województwie kieleckim w powiecie koneckim. W jej skład weszły sołectwa: Adamek, Bień, Błotnica, Czarna, Czarniecka Góra, Duraczów, Gosań, Grzybów, Gustawów, Hucisko, Janów, Komorów, Kozia Wola, Krasna, Luta, Mokra i Włochów. W 1974 liczy 7440 mieszkańców na powierzchni 104,17 km². Miasto Stąporków stanowi odrębną jednostkę (4222 mieszkańców na powierzchni 11,01 km²).
W związku z nowym podziałem administracyjnym, wprowadzonym 1 czerwca 1975, gmina błędnie nie jest wyliczona w wykazie gmin zawartym w Dz.U. z 1975 r. nr 17, poz. 92, §15 (wyliczone jest natomiast miasto Stąporków, lecz wówczas miasta i gminy były oddzielnymi jednostkami).
1 lipca 1976 gmina Stąporków zostaje połączona ze zniesioną gminą Niekłań Wielki (sołectwa Boków, Furmanów, Lelitków, Nadziejów, Niekłań Mały, Niekłań Wielki, Piasek, Smarków, Wąglów, Wielka Wieś i Wólka Zychowa) w nową gminę Stąporków z siedzibą w Stąporkowie; równocześnie do gminy Stąporków włączono część obszaru zniesionej gminy Odrowąż (sołectwa Błaszków, Odrowąż, Pardołów, Świerczów i Wólka Plebańska) oraz część zniesionej gminy Smyków (sołectwa Kamienna Wola i Modrzewina).

## Demografia

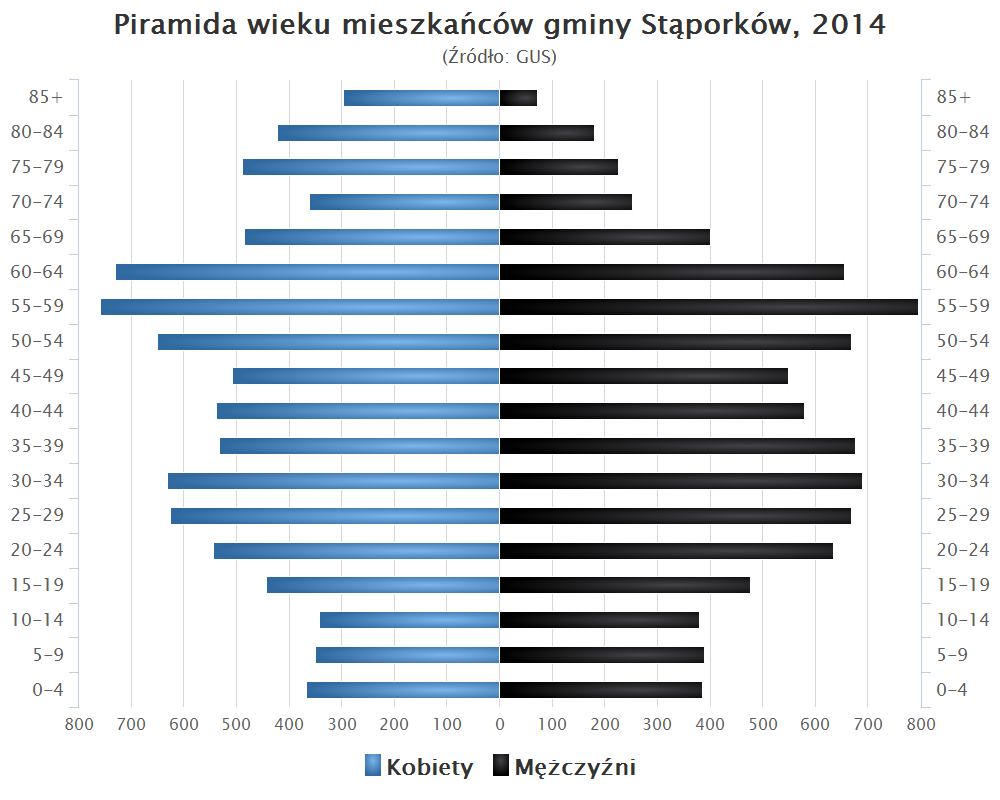
Piramida wieku mieszkańców gminy Stąporków w 2014 roku

Dane z 30 czerwca 2004:
| Opis                              | Ogółem | Ogółem | Kobiety | Kobiety | Mężczyźni | Mężczyźni |
| --------------------------------- | ------ | ------ | ------- | ------- | --------- | --------- |
| jednostka                         | osób   | %      | osób    | %       | osób      | %         |
| populacja                         | 18 531 | 100    | 9496    | 51,2    | 9035      | 48,8      |
| gęstość zaludnienia (mieszk./km²) | 80,1   | 80,1   | 41      | 41      | 39        | 39        |

## Ochrona przyrody

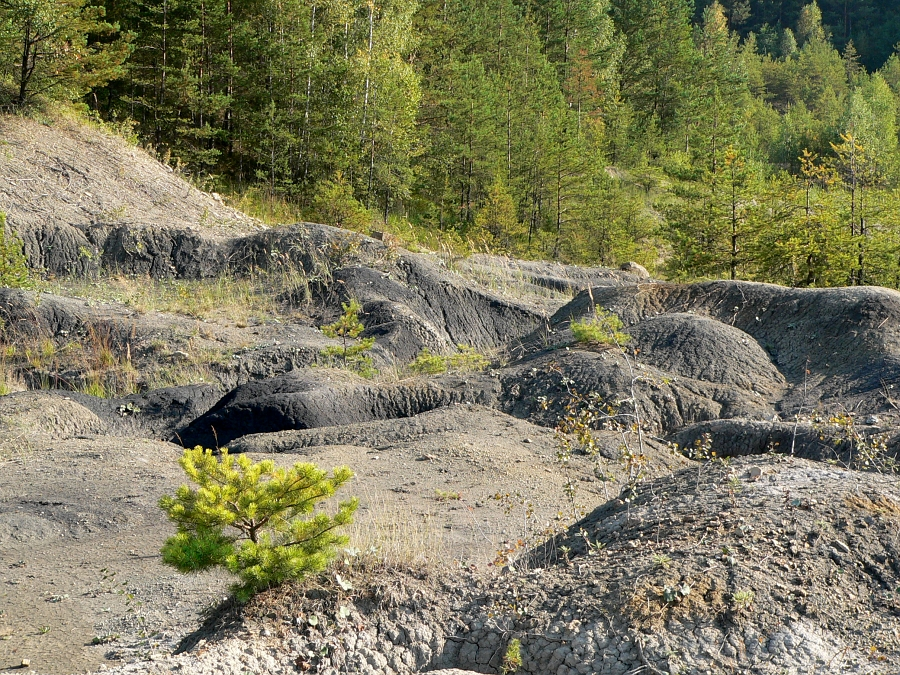
Gagaty Sołtykowskie

### Rezerwaty przyrody
- Rezerwat przyrody Gagaty Sołtykowskie
- Rezerwat przyrody Górna Krasna
- Rezerwat przyrody Skałki Piekło pod Niekłaniem

Najwyższym szczytem gminy, a zarazem powiatu jest szczyt Hucisko w lesie w pobliżu wsi o tej samej nazwie, jego wysokość nad poziomem morza wynosi 374 metry.

## Zabytki

### Niekłań
- Dworek w Niekłanu Wielkim
- Czworaki dworskie w Niekłaniu Wielkim
- Kościół pod wezwaniem Św. Wawrzyńca w Niekłaniu Wielkim

### Czarna
- Sanktuarium Matki Bożej Wychowawczyni w Czarnej
- Cmentarz ("Stary") parafialny

### Odrowąż

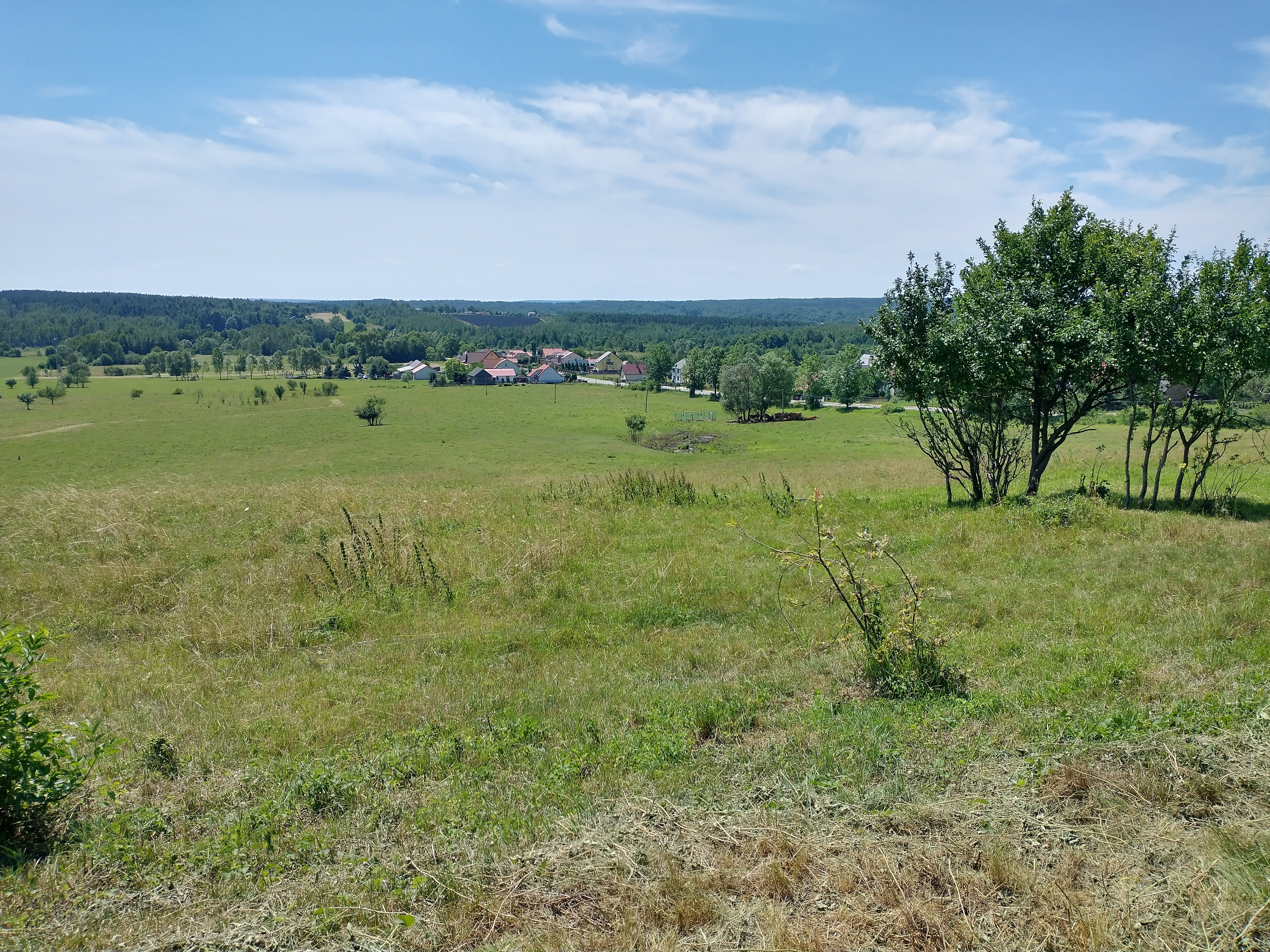
Krajobraz gminy w okolicy Odrowąża

- Kościół św. Jacka i św. Katarzyny w Odrowążu
- Kaplica Św. Rozalii w Odrowążu - Rynek w Odrowążu (Dom Ludowy)

### Stąporków
- Pomnik zamordowanej przez hitlerowców rodziny Gutów
- Stuletnia stacja PKP
- Pomnik Grzejnika przed Miejsko-Gminnym Ośrodkiem Kultury w Stąporkowie

### Czarniecka Góra
- Drewniane Wille w Czarnieckiej Górze
- Park uzdrowiskowy przy Świętokrzyskim Centrum Rehabilitacji w Czarnieckiej Górze
- Pozostałości po kopalni rudy żelaza "Edward" na Osicowej Górze

### Furmanów
- Pozostałości zespołu wielkopiecowego w Furmanowie
- Stupięćdziesięcioletni dąb "Hubal"

### Hucisko
- Parafia Wniebowzięcia Najświętszej Maryi Panny w Hucisku

### Wielka Wieś
- Pomnik poległego komendanta II Zgrupowania Partyzanckiego AK "Ponury" „Robota”

## Przemysł
W gminie Stąporków funkcjonują następujące zakłady przemysłowe: fabryka farb (Henkel Bautechnik) w Starej Górze, Zakład Urządzeń Kotłowych (ZUK) w Stąporkowie, gazownia (Gaspol) w Stąporkowie, fabryka opłatków (Christie) w Hucisku, odlewnia żeliwa w Krasnej, zakład przerobu złomu (Eko-przerób) w Odrowążu, fabryka sit w Furmanowie, PWTK w Stąporkowie.

## Sport
W gminie Stąporków działają kluby piłkarskie MKS Stąporków występujący w klasie A, KS Kamienna Wola występujący w klasie B oraz bezligowcy Huragan Mokra i LZS Lider Hucisko. Dawniej istniał tu też klub Skała Niekłań.

## Sołectwa wchodzące w skład gminy
Adamek, Bień, Błaszków, Błotnica, Boków, Czarna, Czarniecka Góra, Duraczów, Furmanów, Gosań, Grzybów, Gustawów, Hucisko, Janów, Kamienna Wola, Komorów, Kozia Wola, Krasna, Lelitków, Luta, Modrzewina, Mokra, Nadziejów, Niekłań Mały, Niekłań Wielki, Odrowąż, Pardołów, Piasek, Smarków, Świerczów, Wąglów, Wielka Wieś, Włochów, Wólka Plebańska, Wólka Zychowa.
 Bez statusu sołectwa są wsie: Nowy Włochów, Stary Grzybów, Stary Janów, Świerczów Mały
 oraz osady: Bieduszki, Gajowity Dąb, Osada Młyńska, Stara Góra, Bieliny, Duraczów-Gajówka, Janów, Kobylanka, Osicowa Góra.

## Sąsiednie gminy
Bliżyn, Chlewiska, Końskie, Mniów, Przysucha, Smyków, Zagnańsk